# Orsk
Orsk (russo:  Орск; IPA: [orsk], em cazaque:  Жаманқала, transliterado:Jamanqala)) é uma cidade da Rússia, e a segunda maior cidade do oblast de Oremburgo. Localiza-se na espete, a cerca de 100 km a sudeste do extremo sul dos montes Urais. A cidade é banhada pelo rio Ob e rio Ural. Como este último é considerado como fronteira entre Europa e Ásia, pode-se considerar que Orsk está em dois continentes.
Orsk foi fundada durante a colonização russa dos Urais do sul. Os primeiros edifícios foram erguidos por uma expedição liderada pelo geógrafo do século XVIII Ivan Kirilov. Estas eram fortificações militares no Monte Preobrazhenskaya, na margem esquerda do rio Yaik (hoje o rio Ural). Então chamada Orenburg, a fortaleza de Orsk fez dos Urais a fronteira da Rússia. Em 1739, a fortaleza foi oficialmente renomeada como Orsk. Abrigou um posto alfandegário que cuidava de comerciantes do Cazaquistão e da Ásia.
De 22 de junho de 1847 a 11 de maio de 1848, a Fortaleza de Orsk foi a residência do poeta e pintor ucraniano no exílio Taras Shevchenko. Em 1861, a fortaleza foi desarmada e tornou-se equipamento do exército cazaque de Orenburg. Em 1865, Orsk recebeu o estatuto de cidade e tornou-se o centro provincial da região de Orenburg.
A cidade cresceu consideravelmente desde a década de 1870. A população estava envolvida principalmente no comércio de gado e cereais, no reprocessamento agrícola e em diverso artesanato. Muitas mulheres trabalhavam na tecelagem dos famosos xailes de Orenburg. Em 1913, a população de Orsk ultrapassou 21.000 habitantes e em 1917 havia onze igrejas e minaretes e 16 instituições de educação. Durante a Guerra Civil Russa, de 1918 a 1919, Orsk esteve cercada três meses e mudou de mãos quatro vezes.
A década de 1930 viu a construção de grandes fábricas, que drenaram os recursos naturais da região, ricos em minerais. Uma das pedras mais notáveis extraídas da região de Orsk, no monte Polkovnik, é o jaspe. O jaspe de Orsk é conhecido por sua diversidade: existe de todas as cores, exceto azul.
Orsk tem quarenta sítios arqueológicos, incluindo antigos campos e cemitérios. Aqueles que foram trazidos à luz tornaram-se famosos no mundo científico. Por exemplo, os túmulos de Kumak, datando da Idade do Bronze, fornecem evidências convincentes da hipótese de assentamentos da Europa Oriental em populações indo-europeias.
Nos cemitérios da Idade do Ferro, deixados por tribos sormatianas, os cientistas descobriram, entre outras coisas, artigos de barro nos quais estava inscrito o nome do governante persa Artaxerxes I, o sexto desses achados no mundo.